# Odion Ighalo
Odion Jude Ighalo (ur. 16 czerwca 1989 w Lagos) – nigeryjski piłkarz, występujący na pozycji napastnika w saudyjskim klubie Al-Wehda. W latach 2015–2022 reprezentant Nigerii. Brązowy medalista Pucharu Narodów Afryki 2019. Uczestnik Mistrzostw Świata 2018.

## Życiorys

### Kariera klubowa
Odion Ighalo jest wychowankiem klubu Prime. W 2005 został włączony do kadry seniorów. Po roku przeniósł się do zespołu Julius Berger, dla którego w 10 ligowych meczach zdobył 5 goli. W 2007 Ighalo opuścił Nigerię i podpisał kontrakt z norweskim zespołem Lyn Fotball. W Tippeligaen zadebiutował 16 września w przegranym 2:3 spotkaniu z Vikingiem, w którym strzelił jedną bramkę. W sezonie 2007 zdobywał jeszcze gole w derbowym pojedynku przeciwko Vålerenga Fotball (3:1) oraz meczu ze Startem (4:1). W kolejnych rozgrywkach nigeryjski napastnik strzelił 6 bramek, w tym obie w zwycięskim 2:0 starciu z Vålerenga Fotball.
30 lipca 2008 Ighalo odszedł do włoskiego Udinese Calcio, z którym podpisał 5–letni kontrakt. Razem z Nigeryjczykiem do Udine trafił jego klubowy kolega z Lyn – Jo Inge Berget. W Serie A Ighalo zadebiutował 25 stycznia 2009 w przegranym 2:3 pojedynku z US Palermo, a w sezonie 2008/2009 wystąpił łącznie w 5 spotkaniach. Podstawowym środkowym napastnikiem był Fabio Quagliarella, a jego zmiennikiem był najczęściej Antonio Floro Flores. Ighalo strzelił w ligowych rozgrywkach 1 gola w ostatnim meczu sezonu z Cagliari Calcio (6:2).
Latem 2009 nigeryjski napastnik został wypożyczony do hiszpańskiej Granady, z którą zajął pierwsze miejsce w trzeciej ligi (grupa B) i awansował do Segunda División. W 25 występach Ighalo zdobył 16 goli, co dało mu trzecie miejsce w klasyfikacji najlepszych strzelców. Latem 2010 poinformowano, że rozgrywki 2010/2011 Nigeryjczyk spędzi w beniaminku Serie A – Cesenie.
14 lutego 2019 podpisał kontrakt z chińskim klubem Shanghai Greenland Shenhua. 
1 lutego 2020 roku udał się na półroczne wypożyczenie do Manchesteru United. W nowym klubie zadebiutował 17 lutego 2020 roku w wygranym 0:2 meczu przeciwko Chelsea, zmieniając w 91. minucie spotkania Anthony'ego Martiala. Swoją pierwszą bramkę dla Manchesteru United strzelił 27 lutego 2020 roku w wygranym 5:0 meczu przeciwko Club Brugge. 1 czerwca 2020 roku ogłoszono, że wypożyczenie zostanie przedłużone do końca stycznia 2021 roku.

### Kariera reprezentacyjna
W latach 2008–2009, Ighalo występował w reprezentacji Nigerii do lat 20. W 2009 był jej kapitanem podczas Mistrzostw Świata U-20 w Egipcie, na których Nigeryjczycy dotarli do 1/8 finału. Od 2015 roku do 2019 roku występował w seniorskiej reprezentacji Nigerii.

## Statystyki

### Klubowe
(aktualne na dzień 27 stycznia 2021)
| Klub                       | Sezon              | Liga                    | Liga  | Liga   | Puchar krajowy | Puchar krajowy | Puchar ligi | Puchar ligi | Kontynentalne | Kontynentalne | Inne  | Inne   | Suma  | Suma   |
| Klub                       | Sezon              | Liga                    | Mecze | Bramki | Mecze          | Bramki         | Mecze       | Bramki      | Mecze         | Bramki        | Mecze | Bramki | Mecze | Bramki |
| -------------------------- | ------------------ | ----------------------- | ----- | ------ | -------------- | -------------- | ----------- | ----------- | ------------- | ------------- | ----- | ------ | ----- | ------ |
| Prime                      | 2005               | Nigeria National League | 5     | 0      | 0              | 0              | –           | –           | –             | –             | –     | –      | 5     | 0      |
| Julius Berger              | 2006               | Nigeria Premier League  | 10    | 5      | 0              | 0              | –           | –           | –             | –             | –     | –      | 10    | 5      |
| Lyn                        | 2007               | Tippeligaen             | 7     | 3      | 0              | 0              | –           | –           | –             | –             | –     | –      | 7     | 3      |
| Lyn                        | 2008               | Tippeligaen             | 13    | 6      | 0              | 0              | –           | –           | –             | –             | –     | –      | 13    | 6      |
| Udinese Calcio             | 2008/09            | Serie A                 | 6     | 1      | 0              | 0              | –           | –           | –             | –             | –     | –      | 6     | 1      |
| Granada CF (wyp.)          | 2009/10            | Segunda División B      | 26    | 16     | 0              | 0              | –           | –           | –             | –             | –     | –      | 26    | 16     |
| Cesena (wyp.)              | 2010/11            | Serie A                 | 3     | 0      | 1              | 0              | –           | –           | –             | –             | –     | –      | 4     | 0      |
| Granada CF (wyp.)          | 2010/11            | Segunda División        | 21    | 4      | 0              | 0              | –           | –           | –             | –             | 4     | 1      | 25    | 5      |
| Granada CF (wyp.)          | 2011/12            | Primera División        | 30    | 6      | 1              | 0              | –           | –           | –             | –             | –     | –      | 31    | 6      |
| Granada CF (wyp.)          | 2012/13            | Primera División        | 28    | 4      | 2              | 1              | –           | –           | –             | –             | –     | –      | 30    | 5      |
| Granada CF (wyp.)          | 2013/14            | Primera División        | 16    | 2      | 2              | 2              | –           | –           | –             | –             | –     | –      | 18    | 4      |
| Watford (wyp.)             | 2014/15            | Championship            | 8     | 3      | 0              | 0              | –           | –           | –             | –             | –     | –      | 8     | 3      |
| Watford                    | 2014/15            | Championship            | 27    | 17     | 1              | 0              | 2           | 0           | –             | –             | –     | –      | 30    | 17     |
| Watford                    | 2015/16            | Premier League          | 37    | 15     | 5              | 2              | 0           | 0           | –             | –             | –     | –      | 42    | 17     |
| Watford                    | 2016/17            | Premier League          | 18    | 1      | 0              | 0              | 1           | 1           | –             | –             | –     | –      | 19    | 2      |
| Changchun Yatai            | 2017               | Chinese Super League    | 27    | 15     | 0              | 0              | –           | –           | –             | –             | –     | –      | 27    | 15     |
| Changchun Yatai            | 2018               | Chinese Super League    | 28    | 21     | 0              | 0              | –           | –           | –             | –             | –     | –      | 28    | 21     |
| Shanghai Greenland Shenhua | 2019               | Chinese Super League    | 17    | 10     | 2              | 0              | –           | –           | –             | –             | –     | –      | 19    | 10     |
| Manchester United (wyp.)   | 2019/20            | Premier League          | 11    | 0      | 3              | 3              | 0           | 0           | 5             | 2             | –     | –      | 19    | 5      |
| Manchester United (wyp.)   | 2020/21            | Premier League          | 1     | 0      | 0              | 0              | 2           | 0           | 1             | 0             | –     | –      | 4     | 0      |
| Shanghai Greenland Shenhua | 2021               | Chinese Super League    | 0     | 0      | 0              | 0              | –           | –           | –             | –             | –     | –      | 0     | 0      |
| Ogólnie w karierze         | Ogólnie w karierze | Ogólnie w karierze      | 339   | 129    | 17             | 8              | 5           | 1           | 6             | 2             | 4     | 1      | 371   | 141    |

## Sukcesy
Shanghai Greenland Shenhua
Puchar Chin: 2019
Al-Hilal
król strzelców Saudi Professional League: 2021/2022